# Kirche Möllenhagen

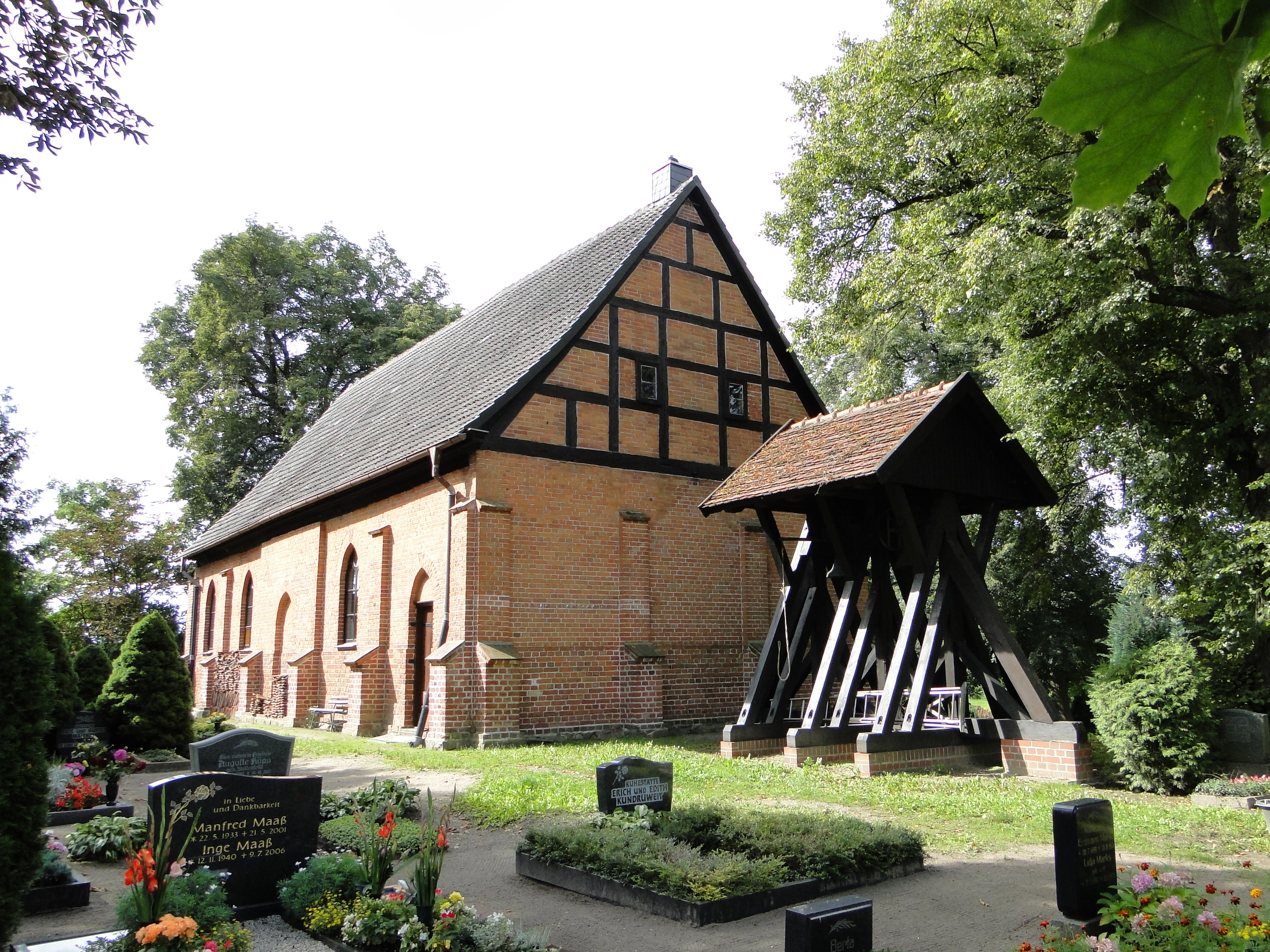
Evangelische Kirche in Möllenhagen

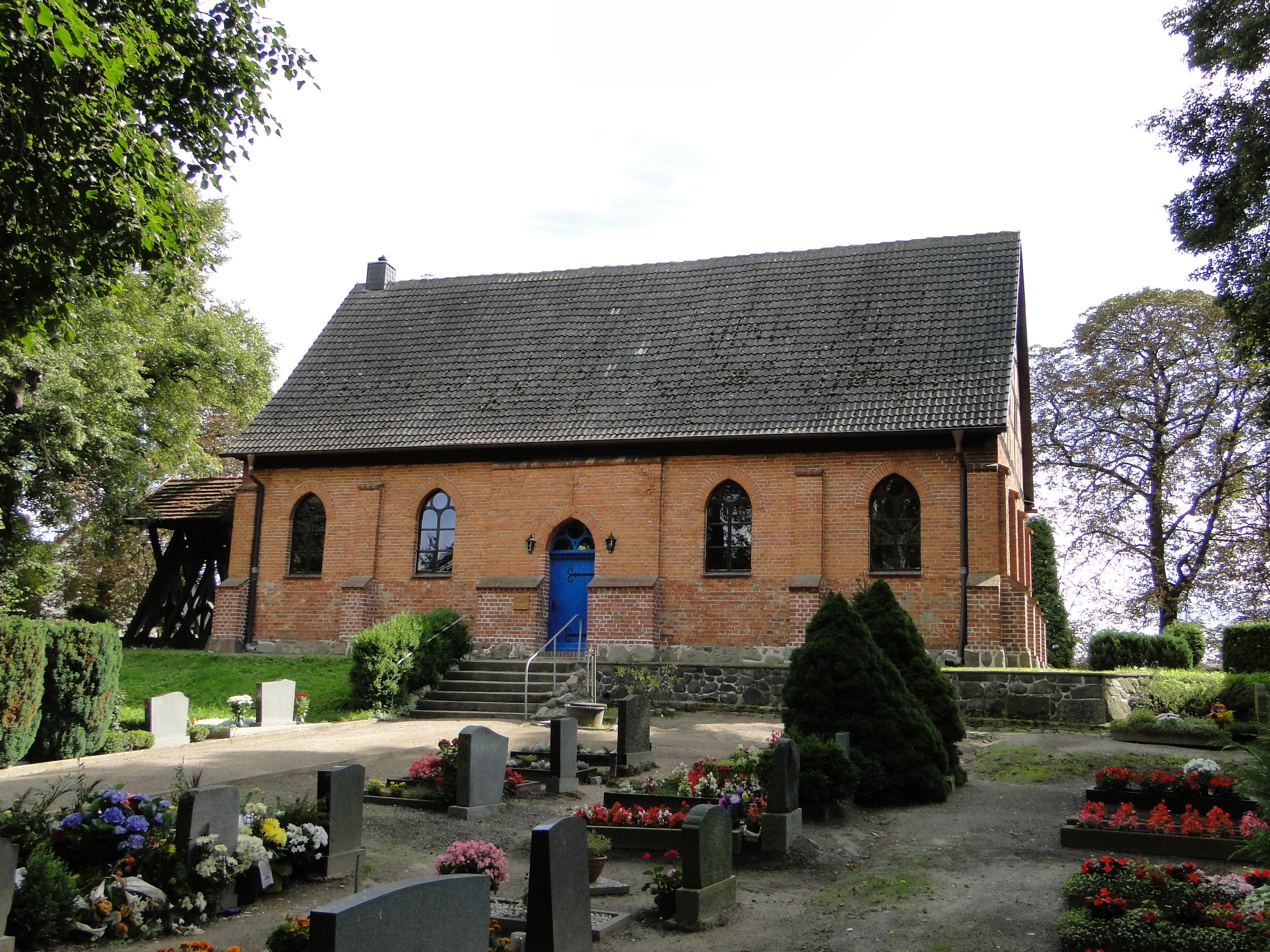
Seitenansicht

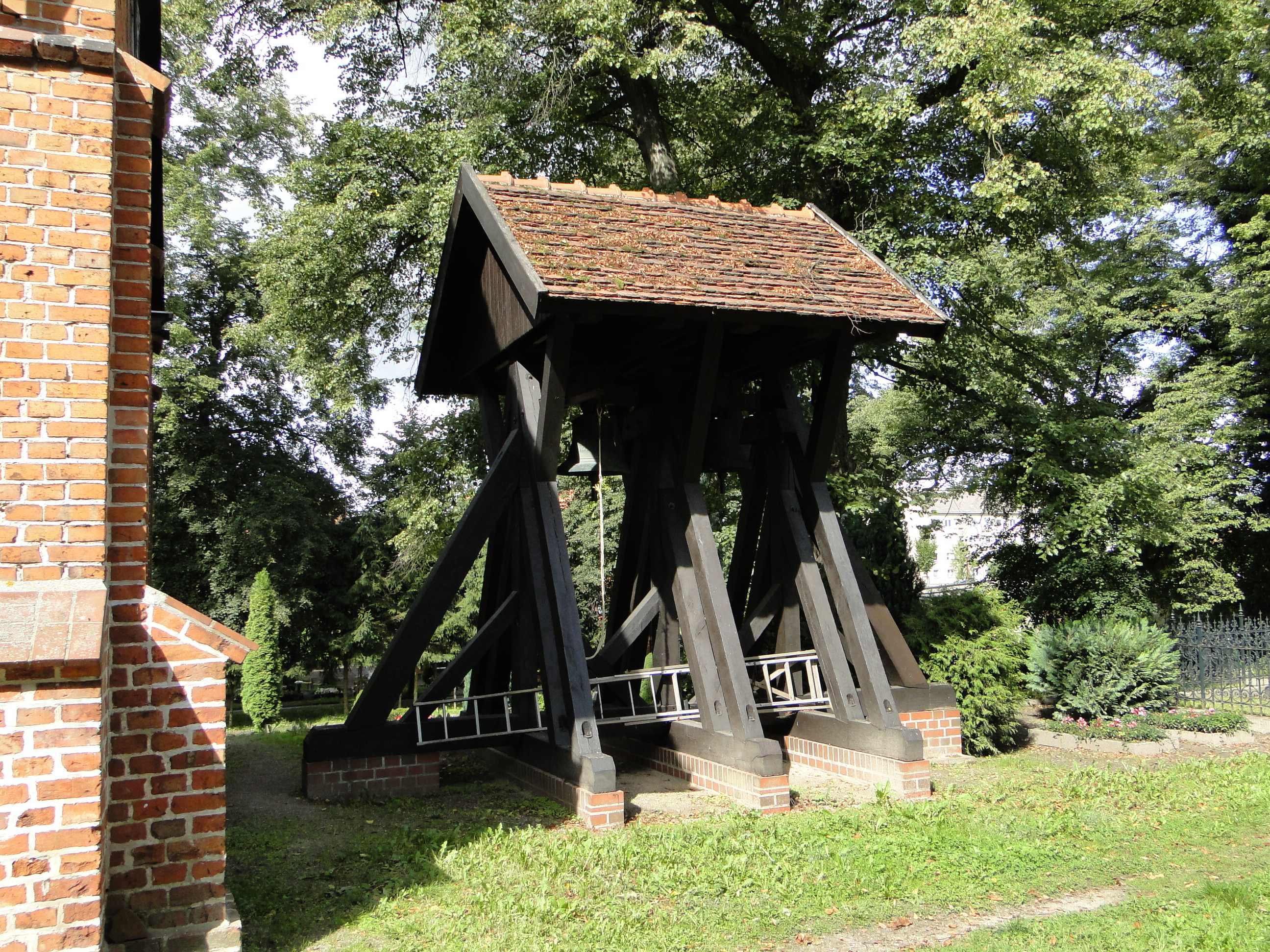
Glockenstuhl

Die Kirche Möllenhagen ist ein denkmalgeschütztes Gebäude in Möllenhagen, einer Gemeinde im Landkreis Mecklenburgische Seenplatte (Mecklenburg-Vorpommern).

## Geschichte und Architektur
Der Vorgängerbau war eine Kapelle von 1632, diese wurde nach 1869 stark erneuert.
Die rechteckige Saalkirche wurde in Nord-Süd-Ausrichtung angelegt und in Backstein gemauert. Die Giebelflächen wurden mit Backstein ausgefacht. Der Fußboden und das Dach wurden 1975 umfangreich renoviert. Bei der Renovierung im Jahr 1991 wurden das Dach erneuert und eine neue Heizungsanlage eingebaut. Bei späteren Restaurierungen wurden auf der gewölbten Holzdecke barocke Deckenmalereien aus der Bauzeit der Kirche freigelegt, sie wurden 2004 farblich überholt.

## Glockenstuhl
Die Kirche besaß einen heute nicht mehr erhaltenen hölzernen Dachreiter als Glockenturm. Der heutige hölzerne Glockenstuhl steht etwas abseits vom Gebäude auf einem Fundament aus Ziegelmauerwerk. In ihm hängen zwei Glocken; die Glocke von 1825 wurde von V. Schulz aus Rostock, die kleinere wurde 1996 gegossen.

## Ausstattung
- Der barocke Kanzelaltar ist vermutlich erst sekundär zu einem solchen geworden, indem der ehemals selbständige Kanzelkorb in den Altarrahmen, vermutlich an Stelle einer vorher vorhandenen Kreuzigungsgruppe, eingebaut wurde. Das würde auch erklären, warum bei den ihn schmückenden Figuren der Evangelisten Matthäus, Markus und Lukas die Figur des Johannes fehlt. Die Kanzeltür zeigt die Kreuzigung Christi. Unterhalb der Kanzel befindet sich eine Predella mit der Darstellung des Abendmahles.
- Der Pastorenstuhl ist ebenfalls noch von der ursprünglichen Ausstattung.
- Der Taufständer von 1994 trägt die Inschrift CHRISTUS IST UNSER FRIEDE 1994 EPH 2-14[1]
- Die einmanualige Orgel mit sechs Registern wurde 1993 von Emil Hammer Orgelbau aus Hannover eingebaut.[2]

## Gemeinde
Möllenhagen bildet mit Ankershagen die verbundene Kirchengemeinde Möllenhagen/Ankershagen. Sie ist Teil der Kirchenregion Stavenhagen in der Propstei Neustrelitz, Kirchenkreis Mecklenburg der Evangelisch-Lutherischen Kirche in Norddeutschland.